# Błotniowate

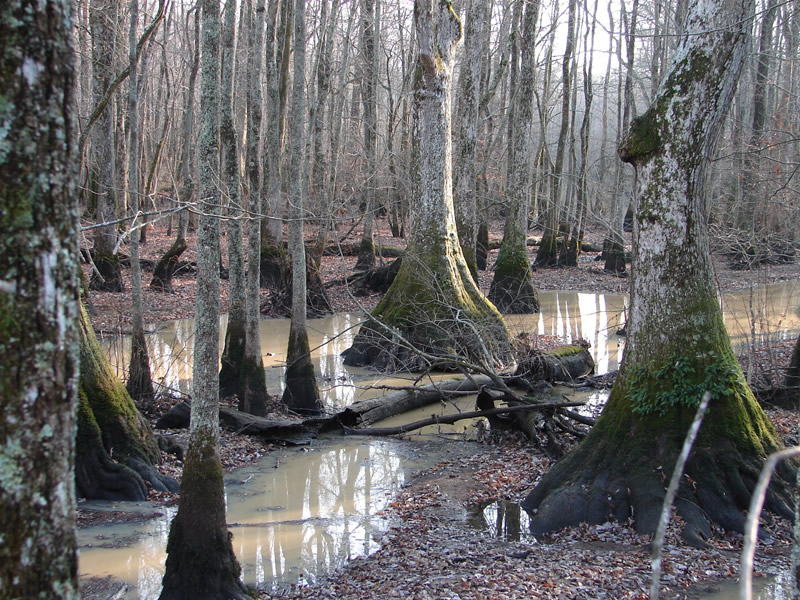
Nyssa aquatica – ważny składnik lasów bagiennych południowo-wschodniej części USA

Błotniowate, klążniowate (Nyssaceae) – rodzina roślin z rzędu dereniowców. Obejmuje 5 rodzajów z 22 gatunkami występującymi głównie w Azji południowo-wschodniej, poza tym we wschodniej części Ameryki Północnej. Kopalne drewno drzew z rodzaju Nyssoxylon, identyfikowanego z tą rodziną znajdowane jest w osadach trzeciorzędowych z Japonii, Europy i Ameryki Północnej, co świadczy o dawniej znacznym rozprzestrzenieniu przedstawicieli rodziny. Owoce Mastixia i zbliżonych taksonów wymarłych (opisano 8 rodzajów i 33 gatunki) znajdowane są często w skałach półkuli północnej od kredy późnej po paleogen.
Gatunek Camptotheca acuminata pochodzący z zachodnich Chin i wschodniego Tybetu wykorzystywany jest do pozyskiwania alkaloidu kamptotecyny stosowanego w terapii przeciwnowotworowej. Specyficzne drewno korzeniowe błotni leśnej potrafi się ścieśniać do 20% swej objętości, by nasączone powrócić do pierwotnej objętości. Wykorzystywane jest w chirurgii naczyń krwionośnych. Gatunek ten uprawiany jest także jako ozdobny, głównie dla silnie przebarwiających się jesienią liści. Dawidia chińska sadzona jest jako drzewo ozdobne z powodu efektownych, białych podsadek, które są powodem określania jej mianem drzewa chusteczkowego.

## Morfologia
PokrójDrzewa i krzewy.
LiścieSkrętoległe, pojedyncze, o blaszce całobrzegiej lub piłkowanej, bez przylistków.
KwiatyNiepozorne, zwykle obupłciowe, też rozdzielnopłciowe, cztero- i pięciokrotne, zebrane w główki, baldachy lub gęste grona. Kielich jest silnie zredukowany, tworzy ząbkowaną kolumnę. Płatki korony drobne, zielonkawobiałe, w kwiatach żeńskich czasem ich brak zupełnie. Dno kwiatowe płaskie lub wypukłe. Pręciki w dwóch okółkach, w liczbie od 4 do 26. Zalążnia dolna jednokomorowa, zbudowana z dwóch owocolistków. Słupek pojedynczy, krótki, tylko w rodzaju błotnia Nyssa słupków więcej i dłuższe.
OwocePestkowce, zwykle jedno- do pięcionasiennych, czasem też owoce oskrzydlone.

## Systematyka
Pozycja systematyczna
Jeszcze w systemie APG III z 2009 grupa rodzajów należąca do tej rodziny wyróżniana była w randze podrodziny Nyssoideae Arnott w obrębie dereniowatych Cornaceae. Do rangi odrębnej rodziny podniesione zostały w systemie APG IV z 2016. W systemie Takhtajana z 2009 rodzina obejmowała tylko rodzaje Nyssa i Camptotheca, Davidia wyodrębniana była we własną, monotypową rodzinę Davidiaceae, a Diplopanax i Mastixia w rodzinę Mastixiaceae.
|  | Grubbiaceae  |
|  |              |
|  | Curtisiaceae |
|  |              |

|  | Loasaceae – ożwiowate         |
|  |                               |
|  | Hydrangeaceae – hortensjowate |
|  |                               |

|  | Grubbiaceae  |
|  |              |
|  | Curtisiaceae |
|  |              |

|  | Loasaceae – ożwiowate         |
|  |                               |
|  | Hydrangeaceae – hortensjowate |
|  |                               |

|  | Grubbiaceae  |
|  |              |
|  | Curtisiaceae |
|  |              |

|  | Loasaceae – ożwiowate         |
|  |                               |
|  | Hydrangeaceae – hortensjowate |
|  |                               |

|  | Grubbiaceae  |
|  |              |
|  | Curtisiaceae |
|  |              |

|  | Loasaceae – ożwiowate         |
|  |                               |
|  | Hydrangeaceae – hortensjowate |
|  |                               |

Podział rodziny na rodzaje
- Camptotheca Decne.
- Davidia Baill. – dawidia
- Diplopanax Hand.-Mazz.
- Mastixia Blume
- Nyssa L. – błotnia, kląża